# Uri, Sardinien
Uri är en ort och kommun i provinsen Sassari i regionen Sardinien i Italien. Kommunen hade 2 989 invånare (2017).